# União dos Idiomas dos Balcãs

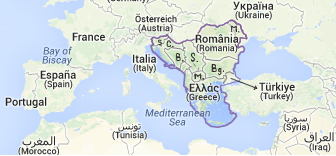

A União de Idiomas dos Balcãs é um grupo de idiomas nos Bálcãs que compartilham características gramaticais comuns.
Estas são a língua búlgara, a chamada língua macedônia, os dialetos no leste da Sérvia, perto de Belgrado, incluindo parte da Voivodina, a língua albanesa, as línguas do romance oriental, o dimotiki e parte dos dialetos turcos - aqueles nos Balcãs e no nordeste da Ásia Menor.
A gramática histórica comum e os tokens são baseados em uma história comum da época do Império Bizantino, Império Otomano e Bulgária. Essa comunidade linguística foi notada em 1829, mas foi introduzida na linguística em 1958 pelo linguista romeno Alexandru Rossetti.
Hoje, a existência dessa comunidade linguística é universalmente aceita na linguística.